# 明智光安
明智光安（明应九年1500年—弘治二年1556年9月26日）日本战国时代斋藤氏兵库头。在《系図篡要》里记载了明智光安是明智光继的三男，正室是齐藤利胤之女，儿子是明智光春，同时也是明智光秀的叔父和养父。美浓国明智城城主，法号宗寂。
斋藤道三和斋藤义龙父子两人的内战中，光安主要支持道三一方。弘治二年九月（1556年），道三战败于长良川后，义龙开始对明智城进行攻击，明智城被攻破后光安在城中自尽。养子明智光秀和其家人逃亡到越前国，后来投靠朝仓氏。

## 其他說法
傳聞明智光安在明智城被攻陷時，逃出明智城，改名為遠山景行，後來出仕織田信長。景行死後的法號為宗叔，和光安的法號宗寂有相同之處。（出自：《惠那叢書》）